# Иван Гнездилов
Иван Фјодорович Гнездилов (17. јун 1922, село Шчелоково, губернија Курск — 14. јануар 1990, Рига) је био совјетски летачки ас у Другом светском рату; за своје поступке добио је титулу Хероја Совјетског Савеза 19. августа 1944. године. Касније у својој каријери учествовао је у Корејском рату.

## Младост
Гнездилов је рођен 17. јуна 1922. у селу Шчелоково (сада део сеоског насеља Шаховски, Прохоровски округ, Белгородска област) у радничкој руској породици. Завршио је десет разреда гимназије. Године 1940. завршио је студије у Белгородском авио-клубу пре него што је у јулу те године регрутован у Црвену армију. Потом је дипломирао на Чугујевској војној авијацијској пилотској школи 1941. године.

## Други светски рат
Од јануара 1942. старији водник Гнездилов је учествовао у Великом отаџбинском рату. Био је пилот 162. ловачког ваздухопловног пука. Летео је на ловцу Јак-1 .
У мају 1942. Гнездилов је пребачен у 516. ловачки авијацијски пук, где се борио до краја рата. У фебруару 1944. пук је добио гардијско звање и преименован у 153. гардијски ловачки авијацијски пук. У том пуку учествовао је у биткама на Западном, Вороњешком, Степском, 2. и 1. украјинском фронту. Учествовао је у борбама на Западном фронту 1942. године, Курској бици, бици на Дњепру, Нижњедњепровској, Уманско-Ботошанској, Лавовско-Сандомјежској, Висланско-Одерској, Доњошлеској, Горњошлеској, Берлинској операцији.
До 25. фебруара 1944. био је заменик команданта ескадриле у 153. гардијском пуку ловачке авијације 12. гардијске дивизије ловачке авијације. Као старији поручник Иван Гнездилов је учествовао 245 летова, учествовао у 67 ваздушних борби, оборио 17 авиона лично и 1 у заједничким нападима у групи.
Указом Председништва Врховног совјета СССР- а од 19. августа 1944. Гнездилов, у то време старији поручник, добио је звање Хероја Совјетског Савеза . 
До краја рата Гнездилов је био командант ескадриле са чином капетана. Извори се увелико разликују у вези са тачном анализом његових победа из ваздуха. На његовој посљедњој листи за ратних награда наводи се да је оборио 19 авиона сам и 4 у заједничким биткама. У почетку је Михаил Бихов проценио да је његов број 21 соло и три дељена,  али је касније променио своју процену на 18 соло и пет заједничких.  Николај Бодрихин је приписао Гнездилову исти резултат као што је Бихов првобитно проценио у својој књизи из 2011.  али је његова ранија књига из 1998. приписала Гнездилову 24 соло победе. 

## Послератни живот
После рата наставио је да служи војни рок, а 1945. године дипломирао је на Вишим летачким тактичким курсевима за официре ваздухопловства.
Гнездилов је учествовао у Корејском рату као командант ескадриле 676. ловачког ваздухопловног пука (216. дивизија ловачке авијације, 64. ловачки авијацијски корпус ). На фронту је био од јула 1952. до јула 1953. године. Управљао је млазним ловцем МиГ-15 . 14. септембра 1952. оборио је амерички ловац Ф-86 Сабер . Године 1959. завршио је усавршавање за официре. У марту 1961. пензионисан је у чину пуковника.
Живео је у Риги, радио као директор летења на аеродрому у Риги,касније је постао шеф хитне спасилачке службе Летонске управе цивилног ваздухопловства. Умро је 14. јануара 1990. и сахрањен је у Риги на гробљу Микел. 
По њему је названа улица у селу Прохоровка.
У пензији је дане проводио по Ригским биртијама испијајући водку. Био је веома познат међу становништвом летонске совјетске републике.

## Награде
- Херој Совјетског Савеза (19. август 1944.)
- Орден Лењина (19. август 1944.)
- Четири ордена Црвене заставе (23. јул 1942, 21. јун 1944, 25. април 1945, 14. јул 1953)
- Орден Александра Невског (5. септембар 1944.)
- Два ордена Отаџбинског рата првог степена (19. септембар 1943, 11. март 1985)
- Два ордена Црвене звезде (30. децембар 1956, 16. октобар 1957)
- Медаља „За борбене заслуге“ (15. новембар 1950.)
- Медаља "За заузимање Берлина" (1945)
- Медаља "За ослобођење Прага" (1945)
- разне друге медаље [2]